# بیل فلوید
بیل فلوید (انگلیسی: Bill Floyd؛ زادهٔ ۱ ژانویهٔ ۱۸۸۵) بازیکن فوتبال اهل بریتانیا است.
از باشگاه‌هایی که در آن بازی کرده‌است می‌توان به باشگاه فوتبال گینزبورو ترینیتی اشاره کرد.